# گونار گراپس
گونار گراپس (استونیایی: Gunnar Graps; ۲۷ نوامبر ۱۹۵۱ – ۱۷ مهٔ ۲۰۰۴) یک آهنگساز و نوازنده پیانو سبک راک اهل استونی بود. وی بین سال‌های ۱۹۶۳ تا ۲۰۰۴ میلادی فعالیت می‌کرد.
وی برنده جایزه یک عمر فعالیت جوایز موسیقی استونی شده است، گراپس در دوران فعالیت خود با آهنگسازان معروفی همچون میک جگر و آلیس کوپر مقایسه میشده است.